# Jastrząbka
Jastrząbka (prononciation : [jasˈtʂɔmpka]) est un village polonais de la gmina de Baranowo dans le powiat d'Ostrołęka de la voïvodie de Mazovie dans le centre-est de la Pologne.
Le village compte approximativement une population de 370 habitants en 2006.

## Histoire
De 1975 à 1998, le village appartenait administrativement à la voïvodie d'Ostrołęka.